# Gia Mantegna
Gia Mantegna (ur. 17 kwietnia 1990 w Nowym Jorku) – amerykańska aktorka.
Znana głównie z roli Vanessy King z serialu młodzieżowego TeenNick Giganci. Wystąpiła także w innych serialach i filmach telewizyjnych jak: Tajemnica Amy, W świecie kobiet, Dziś 13, jutro 30, Zabójcze umysły i wielu innych.

## Filmografia
- 2014: Książę (film 2014) jako Beth
- 2014: Squatters jako Stephanie
- 2014: Zapytaj mnie o cokolwiek jako Jade
- 2014: Schematy w Kalifornii jako Chloe
- 2013: Jake Squared jako Sarah
- 2013: Polowanie na łowcę jako Debbie Peters
- 2013: Empire State jako Vicky
- 2011: Apartament 143 jako Caitlin White
- 2010–2011: Giganci jako Vanessa King
- 2010: Getting That Girl jako Mandy Meyers
- 2010: I zapadła ciemność jako Camila
- 2008: Zabójcze umysły jako Lindsey
- 2008: Tajemnica Amy jako Patty Mary
- 2007: Sąsiadka jako Ally
- 2007: All I Want for Christmas jako Mary
- 2007: W świecie kobiet jako nastoletnia dziewczyna #3
- 2006: Unaccompanied Minors jako Grace Conrad
- 2005: Murder Book jako Claire Gilroy
- 2004: Dziś 13, jutro 30 jako Gina
- 2003: Uncle Nino jako Gina Micelli